# Musanga leo-errerae
Musanga leo-errerae là loài thực vật có hoa trong họ Tầm ma. Loài này được Hauman & Léonard mô tả khoa học đầu tiên năm 1960.